# Dean Morton
Pour les articles homonymes, voir Morton.
Dean Morton (né le 27 février 1968 à Peterborough, dans la province de l'Ontario au Canada) est un joueur professionnel et un arbitre canadien de hockey sur glace.

## Biographie

### Carrière de joueur
Dean Morton débute dans le hockey junior en 1985 avec les 67 d'Ottawa de la Ligue de hockey de l'Ontario (LHO) avant de rejoindre les Generals d'Oshawa après 16 parties jouées. Durant l'été qui suit, il est sélectionné par les Red Wings de Détroit au huitième tour du repêchage d'entrée dans la Ligue nationale de hockey (LNH). Il continue de jouer pour Oshawa et remporte avec eux la coupe J.-Ross-Robertson de champions de la LHO puis participe à la Coupe Memorial où les Generals s'inclinent en finale face aux Tigers de Medicine Hat de la Ligue de hockey de l'Ouest.
Après une nouvelle saison en junior, Morton fait ses débuts professionnels avec les Red Wings de l'Adirondack, le club-école de Détroit en Ligue américaine de hockey (LAH). Il termine deuxième joueur le plus pénalisé de son équipe derrière John Mokosak et aide son équipe à remporter la Coupe Calder de champions de la ligue aux dépens des Nighthawks de New Haven. Invité au camp d'entraînement de Détroit, Morton est retenu dans l'effectif du club de la LNH pour commencer la saison 1989-1990. Il dispute la première rencontre de la saison face aux champions en titre, les Flames de Calgary. Alors que le score est de 3-0 en faveur de Calgary, il inscrit le premier de son équipe. Les Red Wings s'inclinent finalement 10 buts à 7. Non aligné lors des deux rencontres qui suivent, il est renvoyé en LAH où il finit de nouveau deuxième joueur le plus pénalisé de son équipe,.
En 1990-1991, il passe l'essentiel de la saison avec les Gulls de San Diego de la Ligue internationale de hockey (LIH) avant de finir l'exercice avec les Admirals de Hampton Roads avec lesquels ils remportent la Coupe Riley de champions de l'East Coast Hockey League. La saison suivante, il évolue avec les Falcons du Michigan de la Colonial Hockey League (CoHL) et fait un court passage en LAH avec les Hawks de Moncton. En 1992-1993, il joue principalement avec le Smoke de Brantford et remportent avec eux la Coupe Coloniale de champions de la ligue. Suivant ce succès, Morton met fin à sa carrière professionnelle.
Durant sa carrière, Morton ne dispute qu'une seule partie en LNH au cours de laquelle il inscrit un but. Il est le second joueur dans l'histoire de la ligue à avoir réalisé cette performance après Rolly Huard en 1930 avec les Maple Leafs de Toronto. Un troisième joueur fera par la suite de même, Brad Fast des Hurricanes de la Caroline en 2004.

### Carrière d'arbitre
Suivant les conseils d'officiels de la CoHL, Morton débute en 1993 une formation pour devenir arbitre. À partir de 1995, il officie en tant que juge de ligne dans la LHO at la LAH. En 1998, il est promu arbitre par la LHO puis devient membre de l'Association des arbitres de la LNH l'année suivante. Le 11 novembre 2000, il dirige sa première rencontre dans la ligue majeure entre les Islanders de New York et les Sharks de San José. En 2006, il arbitre le Match des étoiles de la LAH,. Il prend sa retraite le 12 mars 2022, lors du match entre les Flames de Calgary et les Red Wings de Détroit, après 1005 matchs arbitrés.

## Statistiques
| Saison    | Équipe                    | Ligue          |    | Saison régulière | Saison régulière | Saison régulière | Saison régulière | Saison régulière |   | Séries éliminatoires | Séries éliminatoires | Séries éliminatoires | Séries éliminatoires | Séries éliminatoires |
| Saison    | Équipe                    | Ligue          | PJ | B                | A                | Pts              | Pun              | PJ               | B | A                    | Pts                  | Pun                  |                      |                      |
| 1984-1985 | Voyageurs de Peterborough | Midget         | 47 | 9                | 38               | 47               | 158              | -                | - | -                    | -                    | -                    |                      |                      |
| 1985-1986 | 67 d'Ottawa               | LHO            | 16 | 3                | 1                | 4                | 32               | -                | - | -                    | -                    | -                    |                      |                      |
| 1985-1986 | Generals d'Oshawa         | LHO            | 48 | 2                | 6                | 8                | 92               | 5                | 0 | 0                    | 0                    | 9                    |                      |                      |
| 1986-1987 | Generals d'Oshawa         | LHO            | 62 | 1                | 11               | 12               | 165              | 23               | 3 | 6                    | 9                    | 112                  |                      |                      |
| 1987      | Generals d'Oshawa         | Coupe Memorial | -  | -                | -                | -                | -                | 4                | 0 | 0                    | 0                    | 19                   |                      |                      |
| 1987-1988 | Generals d'Oshawa         | LHO            | 67 | 6                | 19               | 25               | 187              | 7                | 0 | 0                    | 0                    | 18                   |                      |                      |
| 1988-1989 | Red Wings de l'Adirondack | LAH            | 66 | 2                | 15               | 17               | 186              | 8                | 0 | 1                    | 1                    | 13                   |                      |                      |
| 1989-1990 | Red Wings de Détroit      | LNH            | 1  | 1                | 0                | 1                | 2                | -                | - | -                    | -                    | -                    |                      |                      |
| 1989-1990 | Red Wings de l'Adirondack | LAH            | 75 | 1                | 15               | 16               | 183              | 6                | 0 | 0                    | 0                    | 30                   |                      |                      |
| 1990-1991 | Red Wings de l'Adirondack | LAH            | 1  | 0                | 0                | 0                | 0                | -                | - | -                    | -                    | -                    |                      |                      |
| 1990-1991 | Gulls de San Diego        | LIH            | 47 | 0                | 6                | 6                | 124              | -                | - | -                    | -                    | -                    |                      |                      |
| 1990-1991 | Admirals de Hampton Roads | ECHL           | 2  | 1                | 1                | 2                | 0                | 14               | 3 | 10                   | 13                   | 58                   |                      |                      |
| 1991-1992 | Hawks de Moncton          | LAH            | 6  | 1                | 1                | 2                | 15               | -                | - | -                    | -                    | -                    |                      |                      |
| 1991-1992 | Falcons du Michigan       | CoHL           | 38 | 4                | 19               | 23               | 96               | -                | - | -                    | -                    | -                    |                      |                      |
| 1992-1993 | Cyclones de Cincinnati    | LIH            | 7  | 0                | 0                | 0                | 44               | -                | - | -                    | -                    | -                    |                      |                      |
| 1992-1993 | Smoke de Brantford        | CoHL           | 37 | 2                | 17               | 19               | 217              | 15               | 1 | 3                    | 4                    | 38                   |                      |                      |

## Trophées et honneurs personnels
- 1986-1987 : champion de la Coupe J.-Ross-Robertson avec les Generals d'Oshawa
- 1988-1989 : champion de la Coupe Calder avec les Red Wings de l'Adirondack
- 1990-1991 : champion de la Coupe Riley avec les Admirals d'Hampton Roads
- 1992-1993 : champion de la Coupe Coloniale avec le Smoke de Brantford